# محادثات مع بستاني
محادثات مع بستاني هو فيلم من نوع كوميديا ودراما أُصدر في 2007. الفيلم من توزيع ستوديو كنال، وهو من إخراج جين بيكر، أما السيناريو فكان من كتابة جين بيكر وجان كوزموس ‏ وجاك مونيه ‏ وHenri Cueco ‏.

## القصة
تقع أحداث الفيلم في باريس.

## طاقم التمثيل
- دانييل أوتويل
- Frédéric Lodéon [الإنجليزية]‏
- هيام عباس
- اريك توماس  [لغات أخرى]‏
- الودي نافار
- Christian Schiaretti  [لغات أخرى]‏
- جان كلود بول ريدات
- Michel Lagueyrie  [لغات أخرى]‏
- روجر فان هول [الإنجليزية]‏
- نيكولا فود
- فاني كوتينكون
- ألكسيا بارلير
- جان بيير داروسان

## الجوائز والترشيحات
- جائزة سيزار (César Awards) لعام 2008

- تم ترشيح الممثل جان-بيير داروسان لجائزة أفضل ممثل عن دوره في الفيلم، لكنه لم يفز بالجائزة.

- - لم يحصل الفيلم على جوائز أو ترشيحات أخرى بارزة في المهرجانات السينمائية الكبرى.

## الميزانية والإيرادات
- بلغت ميزانية الإنتاج حوالي 8.7 مليون يورو (ما يعادل نحو 8.8 مليون دولار أمريكي.[9]

- بلغت الإيرادات العالمية للفيلم حوالي 25.5 مليون دولار أمريكي، متجاوزًا بذلك ميزانيته الإنتاجية.[10]

## وصلات خارجية
- محادثات مع بستاني على موقع IMDb (الإنجليزية)
- محادثات مع بستاني على موقع روتن توميتوز (الإنجليزية)
- محادثات مع بستاني على موقع ألو سيني (الفرنسية)
- محادثات مع بستاني على موقع Turner Classic Movies (الإنجليزية)
- محادثات مع بستاني على موقع أول موفي (الإنجليزية)
- محادثات مع بستاني على موقع فيلمافينيتي (الإسبانية)
- محادثات مع بستاني على موقع قاعدة بيانات الفيلم (الإنجليزية)
- محادثات مع بستاني على موقع ليتربوكسد (الإنجليزية)
- محادثات مع بستاني على موقع كينوبويسك (الروسية)